# Leonard Mlodinow
Leonard Mlodinow, né en 1954 à Chicago (Illinois) aux États-Unis, est un physicien, écrivain et scénariste américain.

## Biographie
Mlodinow est né en 1954 à Chicago dans l'Illinois, de parents ayant survécu à la Shoah. Son père, qui a passé plus d'un an dans le camp de Buchenwald, était un des chefs de la résistance juive au nazisme en Pologne.
Enfant, il s'intéresse aussi bien aux mathématiques qu'à la chimie et, une fois au collège, est orienté vers la chimie organique par un professeur de l'université d'Illinois. Son intérêt pour la physique se révèle au cours d'un semestre sabbatique qu'il passe dans un kibboutz israélien : Le Cours de physique de Feynman étant un des rares ouvrages en anglais auxquels il avait alors accès.
Pendant son doctorat à Berkeley et à Caltech, Mlodinow développe (en collaboration avec Nikos Papanicolaou) un nouveau type de théorie de la perturbation pour les problèmes de valeur propre en mécanique quantique. Puis, soutenu par la Fondation Alexander von Humboldt à l'Institut Max Planck de Munich, il est un des pionniers de la diélectrique.
En dehors de son travail de recherche et de ses livres de vulgarisation scientifique, il participe aux scénarios de plusieurs séries, dont Star Trek: The Next Generation et MacGyver. Il co-écrit également le documentaire Beyond the Horizon en 2009 et un livre pour enfant intitulé The Kids of Einstein Elementary.
En 2005, il publie avec Stephen Hawking Une belle histoire du temps, une mise à jour de l'ouvrage de 1988 de Hawking Une brève histoire du temps.
Entre 2008 et 2010, Mlodinow travaille toujours avec Stephen Hawking sur le livre Y a-t-il un grand architecte dans l'univers ?.